# Hélène de Pourtalès
Hélène de Pourtalès (* 28. April 1868 in New York City; † 2. November 1945 in Genf; geborene Helen Barbey) war eine Schweizer Seglerin.

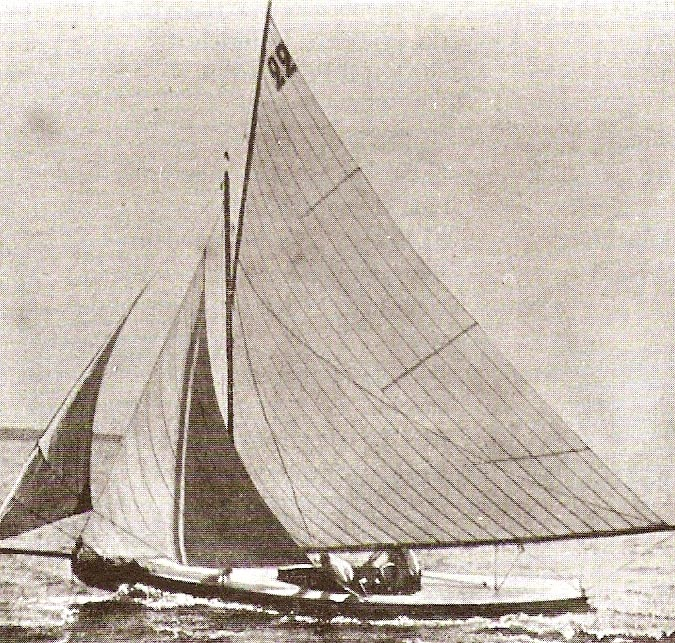
Yacht Lérina, Gold- und Silbermedaille Olympische Spiele 1900

Bei den Olympischen Spielen 1900 in Paris bildete die gebürtige US-Amerikanerin zusammen mit ihrem Ehemann Hermann de Pourtalès und ihrem Neffen Bernard de Pourtalès die Besatzung des Bootes Lérina, das in der Bootsklasse 1 bis 2 Tonnen für die Schweiz antrat. Sie gewannen die erste Wettfahrt auf der Seine in Meulan-en-Yvelines und erreichten in der zweiten, getrennt gewerteten Wettfahrt den zweiten Platz.
Hélène de Pourtalès ist die erste Frau, die an einem olympischen Wettbewerb teilnahm und auch die erste Olympiasiegerin der Neuzeit.

## Leben
Hélène de Pourtalès wurde als Helen Barbey in den USA geboren, ihre Eltern waren Henry Barbey und Mary Lorillard Barbey, die letzten Mitglieder einer sehr wohlhabenden Familie, deren Vorfahr Pierre Lorillard ein Tabak-Imperium gegründet und aufgebaut hatte. Ihr Vater war ein wohlhabender Bankkaufmann. Im Jahr 1891 heiratete sie in Paris in der Cathédrale américaine de Paris ihren Ehemann Hermann de Pourtalès, den Sohn des Grafen Alexandre-Joseph de Pourtalès (1810–1883) und dessen Gattin Augusta Marie Elisabeth Saladin de Crans (1815–1885), Mitglieder einer alten Hugenotten-Familie. Aus der Ehe entstammen drei Töchter. Hélène de Pourtalès erbte die Leidenschaft der Familie für Pferde von der Linie ihrer Mutter (Pierre Lorillard war der erste US-amerikanische Besitzer eines Pferdes, der das Britische Derby 1881 mit dem Pferd Iroquois gewann) und die Liebe für das Segeln. Die Familie der Lorillards war eine zentrale Figur in der Gesellschaft von Newport (Rhode Island), wo zur damaligen Zeit die Regatten des America’s Cup veranstaltet wurden. In einem ihrer Tagebücher, das später auf einer Auktion verkauft wurde, findet man eine Beschreibung der Rennen des 7. America’s Cup im Jahr 1887 zwischen dem US-amerikanischen Verteidiger Volunteer und dem britischen Herausforderer Thistle.
Hélène de Pourtalès lebte in Paris und Genf, und im Jahr 1900 besuchte sie das olympische Golf-Turnier, in dem der Cousin ihres Mannes als Schiedsrichter tätig war. Hélène de Pourtalès hatte zwei Pässe, einen Schweizer und einen US-amerikanischen, ihr Mann hatte die doppelte Staatsbürgerschaft Schweiz/Deutschland. Ihr Stiefsohn war der Schriftsteller Guy de Pourtalès (1881–1941).